# Armageddon (2007)
Armageddon (2007) foi um evento pay-per-view promovido pela World Wrestling Entertainment, ocorreu no dia 16 de dezembro de 2007, no Mellon Arena na cidade Pittsburgh, Pensilvânia. Esta foi a oitava edição da cronologia do Armageddon. A frase tema do evento foi: "The Most Devastating Wars Are Fought Over Championship Gold".

## Resultados
| #                              | Lutas                                                                  | Estipulação                                                                          | Tempo |
| ------------------------------ | ---------------------------------------------------------------------- | ------------------------------------------------------------------------------------ | ----- |
| Dark                           | Jesse e Festus derrotaram John Morrison e The Miz.                     | Tag Team match                                                                       | 06:00 |
| 1                              | Montel Vontavious Porter (c) derrotou Rey Mysterio por contagem.       | Singles match pelo WWE United States Championship                                    | 11:29 |
| 2                              | Big Daddy V e Mark Henry (com Matt Striker) derrotaram CM Punk e Kane. | Tag Team match                                                                       | 10:33 |
| 3                              | Shawn Michaels derrotou Mr. Kennedy.                                   | Singles match                                                                        | 15:16 |
| 4                              | Jeff Hardy derrotou Triple H.                                          | Singles match para se tornar o desafiante nº 1 pelo WWE Championship no Royal Rumble | 15:23 |
| 5                              | Finlay (com Hornswoggle) derrotou The Great Khali (com Ranjin Singh).  | Singles match                                                                        | 06:02 |
| 6                              | Chris Jericho derrotou Randy Orton (c) por desqualificação.            | Singles match pelo WWE Championship                                                  | 15:05 |
| 7                              | Beth Phoenix (c) derrotou Mickie James.                                | Singles match pelo WWE Women's Championship                                          | 04:44 |
| 8                              | Edge derrotou Batista (c) e The Undertaker.                            | Triple Threat match pelo World Heavyweight Championship                              | 13:00 |
| (c) - Campeão(s) antes da luta |                                                                        |                                                                                      |       |